# Gregarina blattarum
Gregarina blattarum – należy do grupy gregaryn. Osiąga 1,1 mm długości. Żyje w jelicie karaczanów, jest pasożytem wewnętrznym.